# Triarii (glazbeni sastav)
Triarii je njemački martial industrial glazbeni sastav čiji je jedini član Christian Erdmann.
Sastav proizvodi neoklasičnu marširajuću glazbu sa simfonijskim elementima.
Prvi disk „Triumph“ je izdao Eternal Soul Records 2004. godine s tiražom od svega 267 primjeraka.

## Diskografija
| Godina | Naziv albuma                                                                    | Izdavačka kuća                          | Pjesme | Format | Katalog #      |
| ------ | ------------------------------------------------------------------------------- | --------------------------------------- | --- | ------ | -------------- |
| 2004.  | Triumph                                                                         | Eternal Soul Records                    | 1. Triumph To Triumph 2. Military Order | 7inch  | ES16           |
| 2005.  | Ars Militaria                                                                   | Eternal Soul Records                    | 1. Anthem From The Iron Flame 2. Europe In Flames 3. Mother Of Pain 4. Dark Skies Over Europe 5. Der Verwundete (In Memoriam Arno Breker) 6. Legio VI Ferrata 7. Regicide II 8. Marche Du Capitulation 9. Neuropa 10. Serpent, Sun & World Ending 11. For The Fallen Ones 12. Son Of The Sun                                   | CD     | CD 02          |
| 2005.  | Imperivm                                                                        | Eternal Soul Records                    | 1. Imperivm 2. Agonia | 7inch  | CD 02/7        |
| 2006.  | Piece Heroique                                                                  | Eternal Soul Records                    | 1. Le Crépuscule Des Dieux 2. On Wings Of Steel 3. Heldentod 4. Kameraden 5. Overkill 6. Roses 4 Rome 7. Victoria 8. Kingdom Of The Blind 9. Heaven & Hell 10. The Inevitable Farewell Of Democracy 11. Bloodtoil 12. Sun & Reign                                                                                              | CD     | CD 05          |
| 2008.  | We Are One                                                                      | Eternal Soul Records                    | 1. We Are One 2. Muse In Arms III | 7inch  | CD 08/7        |
| 2008.  | Muse In Arms                                                                    | Eternal Soul Records                    | 1. Birth Of A Sun 2. Muse In Arms 3. Europa 4. Les Extrêmes Se Touchent 5. Fatalist 6. Legio I Martia 7. Sonnenwalzer 8. Ode To The Sun 9. Muse In Arms II 10. The Final Legion 11. Wir Kommen Wieder | CD     | CD 08          |
| 2009.  | Three Hours (TriORE – zajednički projekt Triariija i Ordo Rosarius Equilibrija) | Eternal Soul Records Cold Meat Industry | 1. The First Three Hours 2. Victory Rising 3. After Summer We Fall 4. The Missing Hour 5. Another Love, Another Hate 6. No Tears Are Shed For You And Me 7. Pleasures & Tortures 8. Fires Burn, Like Fires Do 9. Let Us Meet In The Trenches 10. There’s A Smell To Life That Dies 11. Europa’s Dream 12. The Last Three Hours | CD     | CMI.201, CD 10 |
| 2011.  | W.A.R.                                                                          | Eternal Soul Records                    | 1. W.A.R. (We Are Rome) 2. HIC SVNT DRACONES | 7inch  | CD 12/7        |
| 2011.  | Exile                                                                           | Eternal Soul Records                    | 1. Monstranz 2. Emperor Of The Sun 3. Exile 4. Iron Fields 5. Stadt Der Jugend 6. Heimkehr 7. Solemn Vigil | CD     | CD 12          |

## Vanjske poveznice
- Službena web stranica
- Triarii na Last.fm-u
- Triarii na MySpaceu
- Triarii na Discogsu